# Boog & Elliot - A caccia di amici
Boog & Elliot - A caccia di amici (Open Season) è un film d'animazione del 2006 diretto da Roger Allers e Jill Culton.
Primo film della saga di Boog & Elliot, fu presentato nella sezione per ragazzi "Alice nella città" della Festa del Cinema di Roma 2006. Il film è uscito nelle sale statunitensi il 29 settembre 2006 e in quelle italiane il 7 dicembre dello stesso anno. 

## Trama
Boog è un simpatico e pigro orso grizzly che risiede nella piccola città di Timberline, situata vicino a un'enorme foresta che è territorio di caccia una volta all'anno; vive nel garage dell'abitazione di Beth, la giovane ranger della riserva di Timberline, la quale lo accudisce come un animale domestico. Ogni giorno Beth e Boog intrattengono gli abitanti di Timberline con uno spettacolo nel quale l'orso ruggisce e pedala sul palco su un monociclo.
Un giorno, dopo lo spettacolo, Boog incontra Elliot, un cervo mulo con un corno spezzato  ed apparentemente morto, legato sul cofano del furgoncino del terribile cacciatore Shaw. L'orso punzecchia il cervo, che si risveglia e implora il grizzly di liberarlo dalle corde. Mosso da compassione, Boog rompe con gli artigli le corde che legano Elliot al cofano. Shaw, però, dopo aver avuto un'accesa discussione con Beth, la quale lo accusa (a ragione) di aver volutamente investito Elliot, assiste alla liberazione del cervo e decide pertanto di uccidere sia il cervo che l'orso. Dopodiché quest'ultimo e Beth ritornano a casa.
Quella notte Elliot va a trovare Boog nel suo garage per ringraziarlo. Dopo aver messo a soqquadro l'abitazione dell'orso, il cervo gli propone di recarsi in città, presso un negozio di alimentari, con l'intento di procurarsi delle merendine, ma i due finiscono per devastare il negozio. In quel frangente giunge una macchina della polizia: Elliot riesce a scappare, mentre Boog, completamente stordito dallo zucchero che ha assunto, viene catturato. Lo sceriffo Gordy, grande amico di Beth, riporta con il furgone l'orso alla casa della ranger e consiglia a quest'ultima di liberarlo nella foresta. Profondamente affezionata a Boog, Beth dichiara che lo farà solo dopo l'estate, una volta conclusa la stagione di caccia.
Il giorno seguente, mentre Beth e Boog stanno per mettere in scena lo spettacolo, Elliot viene avvistato in città da Shaw, che inizia ad inseguirlo. Il cervo tenta di nascondersi raggiungendo Boog dietro le quinte e i due iniziano a litigare; il pubblico, intravedendo la baruffa in controluce, pensa che Boog stia cercando di uccidere Elliot e fugge spaventato. Armato del suo fucile, Shaw tenta di uccidere i due animali. Nel caos generale, Beth colpisce Boog e Elliot con dei proiettili anestetici, poco prima che il cacciatore spari. Sollecitata da Gordy, la donna fa caricare entrambi gli animali addormentati sull'elicottero e li trasporta sulle montagne, fuori dal territorio di caccia, dove li lascia ancora addormentati.
Il mattino seguente Boog si risveglia e capisce di non trovarsi nel proprio garage, ma nella foresta. Appena nota Elliot, ritenendolo responsabile della situazione, minaccia di buttarlo giù da una rupe; nonostante il disprezzo per il cervo, si trattiene e si limita a sollevarlo e gettarlo all'indietro, facendolo conficcare nel terreno con l'unico corno rimasto. Dopo aver girato per ore a vuoto da solo, Boog torna da Elliot, il quale gli dice di sapere come tornare a casa, pertanto l'orso lo libera dall'incomoda posizione. I due quindi partono insieme per tornare da Beth e, durante il percorso, incontrano molti animali del bosco, che si dimostrano tutti ostili con entrambi, in particolare con Boog, rinfacciandogli di avere un atteggiamento da cittadino, del tutto ignaro delle regole del bosco. Incrociano anche il vecchio branco di Elliot e si scopre che il capo, il grosso cervo Ian, lo aveva cacciato per colpa della sua inutilità e perché era innamorato di Giselle, la cerbiatta compagna di Ian. La sera stessa i due riescono a non litigare per la prima volta e a conoscersi meglio.
Il mattino seguente, una volta ripreso il cammino, Boog incontra nuovamente gli animali che aveva visto il giorno prima, quindi realizza che stanno girando in tondo e che Elliot in realtà non sa affatto dove stiano andando. Poco dopo però i due vengono trovati da Shaw, che li sta ancora cacciando. Mentre cercano di sfuggirgli, Boog sale sulla diga costruita da un gruppo di castori, la quale, non essendo in grado di reggere il peso di un orso, crolla e fa straripare il fiume, che travolge Boog, Elliot, gli animali incontrati il giorno prima, Shaw e il suo furgoncino. Dopo un rocambolesco inseguimento nel fiume, il gruppo precipita da una cascata, finendo proprio nel territorio di caccia.
Gli animali si arrabbiano con Boog per l'accaduto, ma quest'ultimo, furioso per essere stato ingannato da Elliot, scarica la colpa sul cervo, con il quale decide di rompere ogni legame. Mentre nella foresta gli animali cercano un nascondiglio, Boog scappa e trova una piccola casa, in cui entra e si rifocilla. Sfortunatamente essa è l'abitazione di Shaw, il quale arriva subito dopo e presto realizza di non essere solo. Boog riesce a fuggire, ma appena arriva sulla strada viene quasi investito dai furgoncini dei cacciatori, che si recano nel bosco per il primo giorno della stagione di caccia. Subito dopo, l'orso vede di fronte a sé Timberline, ma comprende che, se tornasse a casa in quel momento, per colpa sua Elliot non avrà scampo, quindi decide di raggiungerlo e di portarlo con lui.
Dopo aver fatto la pace, Boog e Elliot si apprestano a lasciare il bosco, ma vengono implorati dagli altri animali di potersi nascondere con loro. Gli animali notano tuttavia che i cacciatori sono già arrivati e precludono la strada per Timberline, quindi sono sul punto di arrendersi, ma Boog non si perde d'animo ed organizza una rivolta con l'aiuto di Elliot e degli altri animali, a cui si aggiunge anche Wurstellini, il bassotto di Bob e Bobbie, una coppia alla ricerca di Bigfoot. Il giorno seguente il gruppo mette in atto la rivolta, costringendo i cacciatori a tornare a casa a mani vuote. Mentre gli animali festeggiano, arriva sul posto Shaw, ancora determinato a uccidere i due protagonisti. Quando il cacciatore sta per sparare, Elliot si fa lanciare da Ian, ricevendo il proiettile al posto dell'orso. Furioso, Boog si avventa su Shaw, legandogli braccia e gambe con il fucile. Per fortuna Elliot sta bene ed è solo un po' intontito, ma ha perso anche l'altro corno.
Poco dopo atterra un elicottero, che costringe gli animali a nascondersi. Da esso scende Beth, che intende riportare Boog a casa: inizialmente sembra che l'orso voglia andare con lei, ma, sul punto di salire sull'elicottero, si ferma. Dopo aver mostrato a Beth un sorriso sereno e felice, Boog si volta verso il bosco, facendo notare alla donna la presenza di Elliot e degli altri animali. Capendo che l'orso vuole rimanere nella foresta con i suoi amici, Beth gli dà un affettuoso addio e si allontana in elicottero, mentre Boog, Elliot e gli altri animali si divertono nel bosco. Shaw intanto viene rapito da Bob e Bobbie, i quali lo hanno scambiato per Bigfoot.

## Personaggi
- Boog: è un orso grizzly simpatico, socievole e di buon cuore ma viziato e addomesticato. All'inizio odia il fatto di essere finito nella foresta e non è in grado di sopravvivere in essa, ma poi, dopo aver sconfitto Shaw, decide di restarci.
- Elliot: è un cervo mulo con un corno rotto dal cacciatore Shaw. È simpatico,amichevole e burlone ma anche esuberante, ingenuo e impacciato. All'inizio non sta simpatico a Boog, il quale ritiene di dovuto lasciare la sua casa in città per colpa sua, ma alla fine diventano migliori amici.
- Shaw: è un cacciatore crudele, avido, egoista e isterico. Odia qualsiasi animale, è addirittura convinto che gli animali stiano complottando per prendere il controllo sugli umani e per tale motivo decide di uccidere prima Boog ed Elliot e poi tutte le specie della foresta, ma viene sconfitto da questi ultimi.
- Ian: è un grande cervo arrogante ed egoista, capo del vecchio branco di Elliot, che prende in giro Boog e Elliot nel corso del film, ma alla fine si ricrede sui due e li aiuta a sconfiggere Shaw.
- Giselle: è una bellissima cerbiatta, interesse amoroso di Elliot, che però è fidanzata con Ian nonostante non lo trovi più particolarmente simpatico.
- Wurstellini (Mr. Weenie): è un bassotto tedesco stressato che non sopporta più la sua padrona Bobbie, la quale lo tratta come se fosse un bambino, e per tale motivo, quando Boog, Elliot e gli altri animali selvatici si intrufolano sul camper dei suoi padroni delle cose per la loro missione, si unisce a loro nella missione e rimane a vivere anche lui nella foresta.
- Amichetto (Buddy): è un porcospino che finisce molto spesso per pungere chiunque gli stia attorno senza volerlo.
- Beth: è la ranger della riserva di caccia di Timberline e la padrona di Boog. È una donna di buon cuore, altruista, gentile e protettiva. Alla fine decide di lasciare vivere l'orso nella foresta.
- Gordy: è lo sceriffo di Timberline e il miglior amico di Beth. È lui che consiglia alla ranger di lasciar andare Boog nella foresta.
- Bob e Bobbie: sono una coppia di coniugi fans del Bigfoot e padroni di Wurstellini. Bobbie è alta e grassa e parla molto, inoltre è molto affezionata a Wurstellini. Bob, al contrario della moglie, è basso, magro e quasi calvo e non parla molto, dato che, quando cerca di aprire bocca, viene sempre interrotto da Bobbie.

## Sequel
Nel 2009, è uscito il seguito, Boog & Elliot 2, mentre nel 2011 è uscito il terzo film Boog & Elliot 3 e nel 2016 è uscito il quarto film Boog & Elliot 4 - Il mistero della foresta (usciti solo per il mercato home video).

## Serie televisiva
Una serie animata in 2D, intitolata Boog & Elliot - Il richiamo della natura (Open Season: Call of Nature), è andata in onda per la prima volta su Discovery Kids in Brasile e America Latina il 2 ottobre 2023 e successivamente ha fatto il suo debutto canadese su Family Channel il 3 novembre 2023. Negli Stati Uniti, la serie è stata rilasciata su The Roku Channel il 10 marzo 2024 e su Tubi nel luglio 2024. In Italia, la serie è stata rilasciata su Nickelodeon il 2 dicembre 2024, con la sigla italiana cantata dai Raggi Fotonici. Dal 7 giugno 2025 la serie viene trasmessa in chiaro su Super!.

## Colonna sonora
1. Paul Westerberg – Meet Me in the Meadow
2. Paul Westerberg – Love You in the Fall
3. Paul Westerberg – I Belong
4. Deathray – I Wanna Lose Control
5. Paul Westerberg – Better than This
6. Talking Heads – Wild Wild Life
7. Paul Westerberg – Right to Arm Bears
8. Paul Westerberg – Good Day
9. Paul Westerberg – All About Me
10. Deathray – Wild as I Wanna Be
11. Paul Westerberg – Whisper Me Luck
12. Pete Yorn – I Belong (Reprise)

Nell'edizione italiana del film è stato aggiunto ai brani della colonna sonora anche Calma e sangue freddo del cantante Luca Dirisio.